# Aliturus
Aliturus é um gênero de coleóptero da subfamília Philinae. Compreende sete espécies, com distribuição apenas em Madagáscar.

## Espécies
- Aliturus aberlenci
- Aliturus didyanus
- Aliturus fusculus
- Aliturus gracilipes
- Aliturus griseopubescens
- Aliturus maculatus
- Aliturus mourgliai